# Élections législatives de 1968 dans les Yvelines
Les élections législatives françaises de 1968 se déroulent les 23 et 30 juin 1968. Dans le département des Yvelines, huit députés sont à élire dans le cadre de huit circonscriptions.

## Élus
| Circonscription | Député sortant             | Parti | Parti          | Député élu ou réélu        | Parti | Parti          |
| --------------- | -------------------------- | ----- | -------------- | -------------------------- | ----- | -------------- |
| 1re             | Michel Jamot               |       | UDR            | Michel Jamot               |       | UDR            |
| 2e              | Jean-Paul Palewski         |       | UDR            | Jean-Paul Palewski         |       | UDR            |
| 3e              | Pierre Métayer             |       | FGDS (SFIO)    | Gérard Godon               |       | UDR            |
| 4e              | Pierre Clostermann         |       | UDR            | Pierre Clostermann         |       | UDR            |
| 5e              | Bernard Destremau          |       | RI             | Bernard Destremau          |       | RI             |
| 6e              | Robert Wagner              |       | UDR            | Robert Wagner              |       | UDR            |
| 7e              | Maurice Quettier           |       | PCF            | Pierre Ribes               |       | UDR            |
| 8e              | Jacqueline Thome-Patenôtre |       | FGDS (Radical) | Jacqueline Thome-Patenôtre |       | FGDS (Radical) |

## Résultats

### Résultats à l'échelle du département
| Parti          | Parti                                           | Premier tour | Premier tour | Second tour | Second tour | Sièges |
| Parti          | Parti                                           | Voix         | %            | Voix        | %           | Sièges |
| -------------- | ----------------------------------------------- | ------------ | ------------ | ----------- | ----------- | ------ |
|                | Union pour la défense de la République          | 112 082      | 32,06        | 155 739     | 48,01       | 6      |
|                | Républicains indépendants                       | 40 251       | 11,51        | 19 787      | 6,10        | 1      |
|                | Divers droite (gaulliste)                       | 4 800        | 1,37         |             |             | 0      |
|                | Union des républicains de progrès               | 157 133      | 44,95        | 175 526     | 54,11       | 7      |
|                |                                                 |              |              |             |             |        |
|                | Section française de l'Internationale ouvrière  | 23 211       | 6,64         | 27 723      | 8,55        | 0      |
|                | Parti radical                                   | 12 815       | 3,67         | 22 070      | 6,80        | 1      |
|                | Convention des institutions républicaines       | 8 051        | 2,30         |             |             | 0      |
|                | Fédération de la gauche démocrate et socialiste | 44 077       | 12,61        | 49 793      | 15,35       | 1      |
|                |                                                 |              |              |             |             |        |
|                | Parti communiste français                       | 75 057       | 21,47        | 82 457      | 25,42       | 0      |
|                | Progrès et démocratie moderne                   | 45 288       | 12,95        | 16 625      | 5,12        | 0      |
|                | Parti socialiste unifié                         | 19 189       | 5,49         | Retrait     | Retrait     | 0      |
|                | Divers                                          | 8 838        | 2,53         |             |             | 0      |
|                |                                                 |              |              |             |             |        |
| Inscrits       | Inscrits                                        | 432 588      | 100,00       | 432 524     | 100,00      | 8      |
| Abstentions    | Abstentions                                     | 79 823       | 18,45        | 97 136      | 22,46       |        |
| Votants        | Votants                                         | 352 765      | 81,55        | 335 388     | 77,54       |        |
| Blancs et nuls | Blancs et nuls                                  | 3 183        | 0,9          | 10 987      | 3,28        |        |
| Exprimés       | Exprimés                                        | 349 582      | 99,1         | 324 401     | 96,72       |        |

### Résultats par circonscription

#### Première circonscription (Maisons-Laffitte)
| Candidat       | Candidat                   | Parti          | Premier tour | Premier tour | Second tour | Second tour |  |
| Candidat       | Candidat                   | Parti          | Voix         | %            | Voix        | %           |  |
| -------------- | -------------------------- | -------------- | ------------ | ------------ | ----------- | ----------- |  |
|                | Michel Jamot sortant réélu | UDR (URP)      | 19 029       | 42,53        | 23 063      | 55,28       |  |
|                | Auguste Chrétienne         | PCF            | 13 593       | 30,38        | 18 654      | 44,72       |  |
|                | Stéphane Faussemagne       | CD (PDM)       | 5 719        | 12,78        | Retrait     | Retrait     |  |
|                | Michel Gruel               | FGDS (CIR)     | 3 140        | 7,02         |             |             |  |
|                | Jean Le Gars               | PSU            | 2 323        | 5,19         |             |             |  |
|                | Mme Richard de Saultrait   | TD             | 936          | 2,09         |             |             |  |
|                |                            |                |              |              |             |             |  |
| Inscrits       | Inscrits                   | Inscrits       | 55 957       | 100,00       | 55 928      | 100,00      |  |
| Abstentions    | Abstentions                | Abstentions    | 10 867       | 19,42        | 12 780      | 22,85       |  |
| Votants        | Votants                    | Votants        | 45 090       | 80,58        | 43 148      | 77,15       |  |
| Blancs et nuls | Blancs et nuls             | Blancs et nuls | 350          | 0,78         | 1 431       | 3,32        |  |
| Exprimés       | Exprimés                   | Exprimés       | 44 740       | 99,22        | 41 717      | 96,68       |  |

#### Deuxième circonscription (Saint-Germain-en-Laye)
| Candidat       | Candidat                         | Parti                     | Premier tour | Premier tour | Second tour | Second tour |  |
| Candidat       | Candidat                         | Parti                     | Voix         | %            | Voix        | %           |  |
| -------------- | -------------------------------- | ------------------------- | ------------ | ------------ | ----------- | ----------- |  |
|                | Jean-Paul Palewski sortant réélu | UDR (URP)                 | 22 434       | 43,46        | 25 970      | 53,98       |  |
|                | Bernard Guilleron                | PCF                       | 7 682        | 14,88        | 11 486      | 23,87       |  |
|                | Alfred Callu                     | CD (PDM)                  | 7 117        | 13,79        | 10 657      | 22,15       |  |
|                | Alfred Delavaine                 | FGDS (SFIO)               | 5 082        | 9,85         |             |             |  |
|                | Alain Jonemann                   | Divers droite (Gaulliste) | 4 800        | 9,3          |             |             |  |
|                | Claude Néry                      | PSU                       | 3 004        | 5,82         |             |             |  |
|                | Claude Tannery                   | TD                        | 1 499        | 2,9          |             |             |  |
|                |                                  |                           |              |              |             |             |  |
| Inscrits       | Inscrits                         | Inscrits                  | 64 208       | 100,00       | 64 169      | 100,00      |  |
| Abstentions    | Abstentions                      | Abstentions               | 12 134       | 18,9         | 15 390      | 23,98       |  |
| Votants        | Votants                          | Votants                   | 52 074       | 81,1         | 48 779      | 76,02       |  |
| Blancs et nuls | Blancs et nuls                   | Blancs et nuls            | 456          | 0,88         | 666         | 1,37        |  |
| Exprimés       | Exprimés                         | Exprimés                  | 51 618       | 99,12        | 48 113      | 98,63       |  |

#### Troisième circonscription (Poissy - Conflans-Sainte-Honorine)
| Candidat       | Candidat               | Parti          | Premier tour | Premier tour | Second tour | Second tour |  |
| Candidat       | Candidat               | Parti          | Voix         | %            | Voix        | %           |  |
| -------------- | ---------------------- | -------------- | ------------ | ------------ | ----------- | ----------- |  |
|                | Gérard Godon élu       | UDR (URP)      | 17 148       | 28,63        | 29 862      | 51,86       |  |
|                | Pierre Métayer sortant | FGDS (SFIO)    | 13 065       | 21,81        | 27 723      | 48,14       |  |
|                | Roger Le Toullec       | PCF            | 11 212       | 18,72        | Retrait     | Retrait     |  |
|                | Serge Ridel            | RI             | 9 338        | 15,59        | Retrait     | Retrait     |  |
|                | René Georges           | CD (PDM)       | 5 610        | 9,37         |             |             |  |
|                | Gaston Rousset         | PSU            | 2 542        | 4,24         |             |             |  |
|                | Pierre Achard          | TD             | 988          | 1,65         |             |             |  |
|                |                        |                |              |              |             |             |  |
| Inscrits       | Inscrits               | Inscrits       | 75 308       | 100,00       | 75 294      | 100,00      |  |
| Abstentions    | Abstentions            | Abstentions    | 14 780       | 19,63        | 16 497      | 21,91       |  |
| Votants        | Votants                | Votants        | 60 528       | 80,37        | 58 797      | 78,09       |  |
| Blancs et nuls | Blancs et nuls         | Blancs et nuls | 625          | 1,03         | 1 212       | 2,06        |  |
| Exprimés       | Exprimés               | Exprimés       | 59 903       | 98,97        | 57 585      | 97,94       |  |

#### Quatrième circonscription (Marly-le-Roi)
| Candidat       | Candidat                         | Parti          | Premier tour | Premier tour | Second tour | Second tour |  |
| Candidat       | Candidat                         | Parti          | Voix         | %            | Voix        | %           |  |
| -------------- | -------------------------------- | -------------- | ------------ | ------------ | ----------- | ----------- |  |
|                | Pierre Clostermann sortant réélu | UDR (URP)      | 16 216       | 46,11        | 17 356      | 53,25       |  |
|                | Jean-Paul Sergeant               | PCF            | 6 049        | 17,2         | 9 272       | 28,45       |  |
|                | Pierre Chabaud                   | CD (PDM)       | 5 888        | 16,74        | 5 968       | 18,31       |  |
|                | Michel Rocard                    | PSU            | 4 371        | 12,43        | Retrait     | Retrait     |  |
|                | Jacques Rougeaux                 | FGDS (CIR)     | 1 831        | 5,21         |             |             |  |
|                | Hélène Klainfeld                 | TD             | 810          | 2,3          |             |             |  |
|                |                                  |                |              |              |             |             |  |
| Inscrits       | Inscrits                         | Inscrits       | 43 041       | 100,00       | 43 042      | 100,00      |  |
| Abstentions    | Abstentions                      | Abstentions    | 7 629        | 17,72        | 9 993       | 23,22       |  |
| Votants        | Votants                          | Votants        | 35 412       | 82,28        | 33 049      | 76,78       |  |
| Blancs et nuls | Blancs et nuls                   | Blancs et nuls | 247          | 0,7          | 453         | 1,37        |  |
| Exprimés       | Exprimés                         | Exprimés       | 35 165       | 99,3         | 32 596      | 98,63       |  |

#### Cinquième circonscription (Versailles-Nord/Ouest)
| Candidat       | Candidat                        | Parti          | Premier tour | Premier tour | Second tour | Second tour |  |
| Candidat       | Candidat                        | Parti          | Voix         | %            | Voix        | %           |  |
| -------------- | ------------------------------- | -------------- | ------------ | ------------ | ----------- | ----------- |  |
|                | Bernard Destremau sortant réélu | RI (UDR)       | 14 798       | 40,5         | 19 787      | 62,02       |  |
|                | André Mignot                    | CD (PDM)       | 8 406        | 23,01        | Retrait     | Retrait     |  |
|                | Jean Cuguen                     | PCF            | 8 269        | 22,63        | 12 117      | 37,98       |  |
|                | André Merland                   | FGDS (SFIO)    | 1 966        | 5,38         |             |             |  |
|                | Jean-Nicolas Gauchet            | PSU            | 1 926        | 5,27         |             |             |  |
|                | Françoise Huguet                | TD             | 1 172        | 3,21         |             |             |  |
|                |                                 |                |              |              |             |             |  |
| Inscrits       | Inscrits                        | Inscrits       | 45 289       | 100,00       | 45 314      | 100,00      |  |
| Abstentions    | Abstentions                     | Abstentions    | 8 497        | 18,76        | 11 349      | 25,05       |  |
| Votants        | Votants                         | Votants        | 36 792       | 81,24        | 33 965      | 74,95       |  |
| Blancs et nuls | Blancs et nuls                  | Blancs et nuls | 255          | 0,69         | 2 061       | 6,07        |  |
| Exprimés       | Exprimés                        | Exprimés       | 36 537       | 99,31        | 31 904      | 93,93       |  |

#### Sixième circonscription (Versailles-Sud/Est)
| Candidat       | Candidat                    | Parti          | Premier tour | Premier tour | Second tour | Second tour |  |
| Candidat       | Candidat                    | Parti          | Voix         | %            | Voix        | %           |  |
| -------------- | --------------------------- | -------------- | ------------ | ------------ | ----------- | ----------- |  |
|                | Robert Wagner sortant réélu | UDR (URP)      | 16 570       | 48,11        | 19 290      | 63,58       |  |
|                | Maurice Bourjol             | PCF            | 6 509        | 18,9         | 11 048      | 36,42       |  |
|                | Bernard Mamy                | CD (PDM)       | 4 490        | 13,04        | Retrait     | Retrait     |  |
|                | Jean Dayan                  | FGDS (SFIO)    | 3 098        | 8,99         |             |             |  |
|                | Jean Desobeau               | PSU            | 2 278        | 6,61         |             |             |  |
|                | Jean-François Berry         | MPR            | 905          | 2,63         |             |             |  |
|                | Constantin Lougovoy         | TD             | 594          | 1,72         |             |             |  |
|                |                             |                |              |              |             |             |  |
| Inscrits       | Inscrits                    | Inscrits       | 42 958       | 100,00       | 42 970      | 100,00      |  |
| Abstentions    | Abstentions                 | Abstentions    | 8 246        | 19,2         | 10 742      | 25          |  |
| Votants        | Votants                     | Votants        | 34 712       | 80,8         | 32 228      | 75          |  |
| Blancs et nuls | Blancs et nuls              | Blancs et nuls | 268          | 0,77         | 1 890       | 5,86        |  |
| Exprimés       | Exprimés                    | Exprimés       | 34 444       | 99,23        | 30 338      | 94,14       |  |

#### Septième circonscription (Mantes-la-Jolie)
| Candidat       | Candidat                 | Parti          | Premier tour | Premier tour | Second tour | Second tour |  |
| Candidat       | Candidat                 | Parti          | Voix         | %            | Voix        | %           |  |
| -------------- | ------------------------ | -------------- | ------------ | ------------ | ----------- | ----------- |  |
|                | Maurice Quettier sortant | PCF            | 13 119       | 29,76        | 19 880      | 48,41       |  |
|                | Pierre Ribes élu         | UDR            | 9 130        | 20,71        | 21 182      | 51,59       |  |
|                | Gérard Prioux            | RI             | 8 280        | 18,79        | Retrait     | Retrait     |  |
|                | Jean-Paul David          | CD (PDM)       | 8 058        | 18,28        | Retrait     | Retrait     |  |
|                | Gaston Treillou          | FGDS (CIR)     | 3 080        | 6,99         |             |             |  |
|                | François Della Sudda     | PSU            | 1 295        | 2,94         |             |             |  |
|                | André Dulieu             | TD             | 596          | 1,35         |             |             |  |
|                | Jean-Pol Roulleau        | MPR            | 519          | 1,18         |             |             |  |
|                |                          |                |              |              |             |             |  |
| Inscrits       | Inscrits                 | Inscrits       | 53 278       | 100,00       | 53 265      | 100,00      |  |
| Abstentions    | Abstentions              | Abstentions    | 8 601        | 16,14        | 9 844       | 18,48       |  |
| Votants        | Votants                  | Votants        | 44 677       | 83,86        | 43 421      | 81,52       |  |
| Blancs et nuls | Blancs et nuls           | Blancs et nuls | 600          | 1,34         | 2 359       | 5,43        |  |
| Exprimés       | Exprimés                 | Exprimés       | 44 077       | 98,66        | 41 062      | 94,57       |  |

#### Huitième circonscription (Trappes - Rambouillet)
| Candidat       | Candidat                                   | Parti          | Premier tour | Premier tour | Second tour | Second tour |  |
| Candidat       | Candidat                                   | Parti          | Voix         | %            | Voix        | %           |  |
| -------------- | ------------------------------------------ | -------------- | ------------ | ------------ | ----------- | ----------- |  |
|                | Jacqueline Thome-Patenôtre sortante réélue | FGDS (Radical) | 12 815       | 29,73        | 22 070      | 53,72       |  |
|                | René Laurin                                | UDR            | 11 555       | 26,81        | 19 016      | 46,28       |  |
|                | Bernard Hugo                               | PCF            | 8 624        | 20,01        | Retrait     | Retrait     |  |
|                | Antoine de La Panouse                      | RI             | 7 835        | 18,18        | Retrait     | Retrait     |  |
|                | Yves Cayla                                 | PSU            | 1 450        | 3,36         |             |             |  |
|                | Lucien Vallet                              | TD             | 819          | 1,9          |             |             |  |
|                |                                            |                |              |              |             |             |  |
| Inscrits       | Inscrits                                   | Inscrits       | 52 549       | 100,00       | 52 542      | 100,00      |  |
| Abstentions    | Abstentions                                | Abstentions    | 9 069        | 17,26        | 10 541      | 20,06       |  |
| Votants        | Votants                                    | Votants        | 43 480       | 82,74        | 42 001      | 79,94       |  |
| Blancs et nuls | Blancs et nuls                             | Blancs et nuls | 382          | 0,88         | 915         | 2,18        |  |
| Exprimés       | Exprimés                                   | Exprimés       | 43 098       | 99,12        | 41 086      | 97,82       |  |